# Lilaeopsis brisbanica
Lilaeopsis brisbanica är en flockblommig växtart som beskrevs av Anthony R. Bean. Lilaeopsis brisbanica ingår i släktet kryptungesläktet, och familjen flockblommiga växter. Inga underarter finns listade i Catalogue of Life.